# Peugeot 508 (2018)
La seconda generazione della Peugeot 508, è un'autovettura prodotta dalla casa automobilistica francese Peugeot dal 2018.

## Profilo e contesto

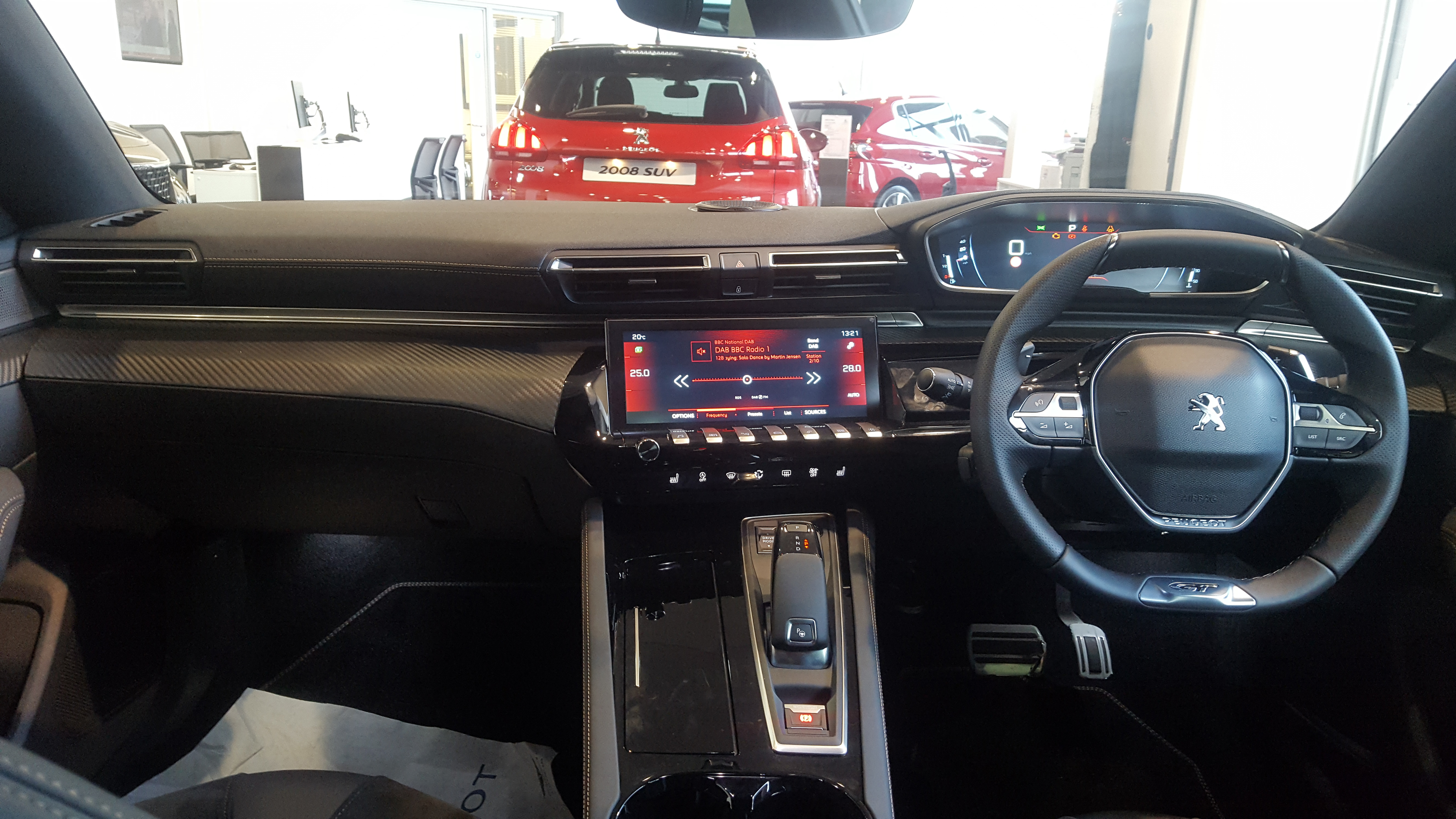
Interni

La seconda generazione della 508 è stata presentata al pubblico al Salone di Ginevra del 2018 rompe in maniera decisa con la generazione precedente: più corta, più bassa e più sportiva nel design, la versione berlina abbandona la classica carrozzeria tre volumi per adottare un profilo stile fastback con portellone posteriore e 5 porte. Essa tende a quella nicchia di mercato tipicamente presidiata dalle cosiddette "coupé a 4 porte" di segmento D in cui le tedesche sono le dominatrici incontrastate (Audi A5 Sportback e BMW Serie 4 Gran Coupé). Stilisticamente la nuova generazione della 508 inaugura un nuovo corso anticipato alcuni anni prima dalla concept Exalt, corso stilistico caratterizzato questa volta da spigoli accentuati. Al suo debutto la 508 è prevista in cinque motorizzazioni: 1.6 PureTech Turbo benzina da 180 e 225 CV entrambi con cambio automatico EAT8, 1.5 BlueHDi da 130 CV disponibile sia con cambio manuale a 6 marce sia con l'automatico EAT8 e il 2.0 BlueHDi in due livelli di potenza 160 e 180 CV entrambe con l'automatico EAT8. Pur essendo stata presentata nel mese di marzo, la commercializzazione è stata fissata per il mese di settembre. La vettura è ordinabile da aprile in una speciale versione lancio che in quasi tutti i mercati europei è disponibile con il benzina da 225 CV o con il diesel da 180 CV. Nel settembre dello stesso anno, al salone di Parigi viene presentata anche la versione SW, più lunga e dotata anche del sistema di visione notturna. 

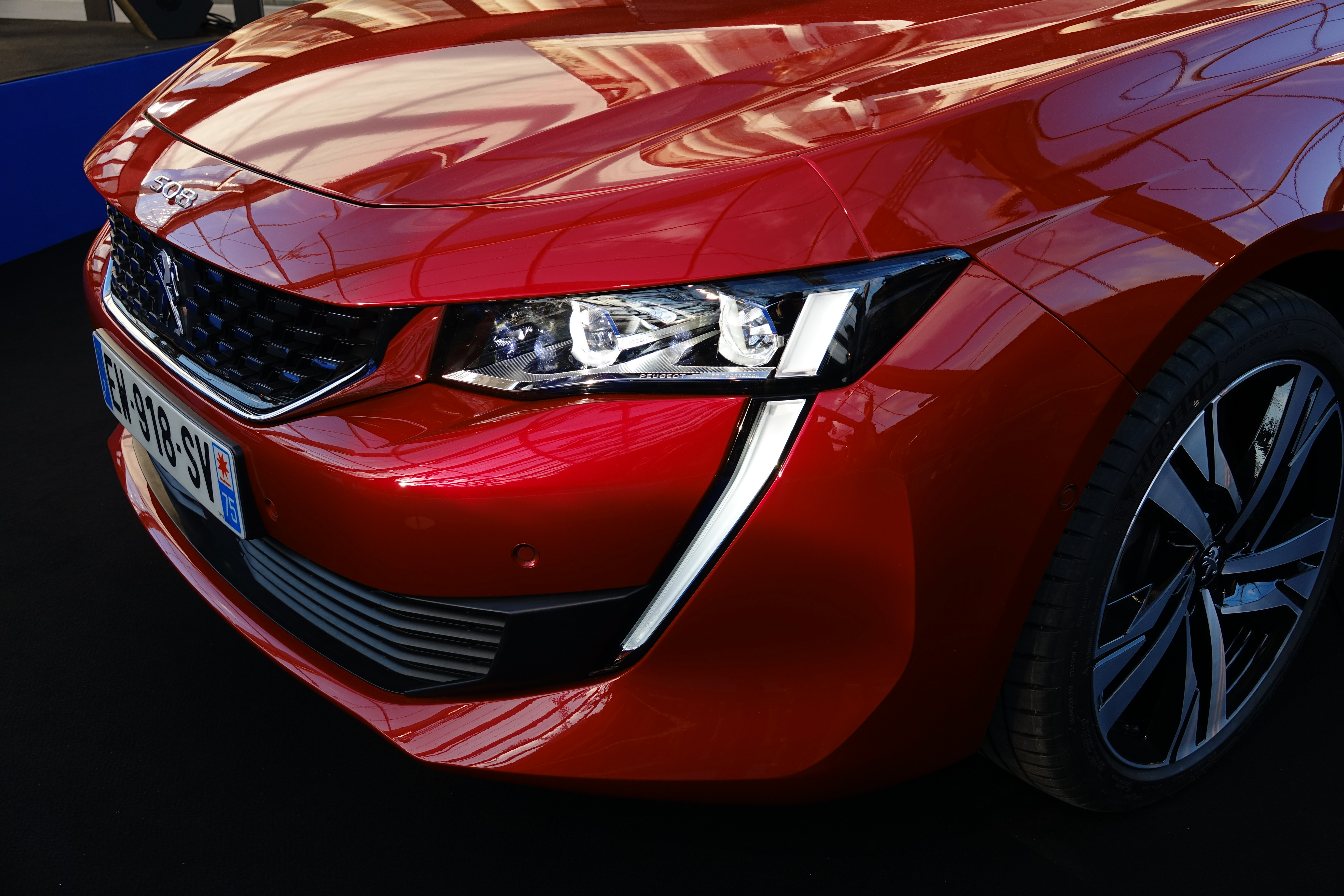
Dettaglio del frontale

Nel 2018 viene resa disponibile anche la versione Plug-in Hybrid 225 basato sul 1.6 PureTech Turbo da 180CV con l'aggiunta di un motore elettrico nella trasmissione al posto del volano, il quale sviluppa 110CV. La potenza combinata è come indicato dal nome di 225 CV. Alla fine del 2020 viene inserita in listino anche una versione base per le motorizzazioni a benzina ovvero la 1.2 PureTech Turbo 130 accoppiato alla trasmissione automatica a 8 rapporti EAT8 sia berlina che SW.

### Meccanica
Il telaio di base è la piattaforma modulare denominata EMP2 in una versione allungata e allargata con passo di 2,793 metri sia per la versione berlina che per la versione station wagon. La struttura possiede una impostazione classica con trazione anteriore e motore anteriore-trasversale, sospensioni anteriori a ruote indipendenti a schema MacPherson e posteriori indipendenti Multilink. Sui modelli di punta sono disponibili le sospensioni a controllo elettronico con tre set-up di guida e il controllo elettronico della trazione. Viene introdotta anche una nuova versione di tipo ibrido ricaricabile con batterie posizionate sull'assale posteriore.
Lo scheletro della carrozzeria è realizzato in acciai alto resistenziali misto ad acciai a deformazione programmata con elementi in alluminio per contenere il peso della struttura (la riduzione del peso è di 70 kg rispetto alla 508 prima serie).
Vengono introdotto i dispositivi di sicurezza di assistenza alla guida come il radar con frenata automatica in caso di impatto e rilevamento di pedoni e ciclisti, mantenimento corsia Active Lane Departure Warning, il Driver-Attention Warning con controllo degli abbaglianti, il riconoscimento e il mantenimento dei limiti di velocità, Cruise Control attivo, Lane-Keeping Assist e Active Blind-Spot Monitoring. Contemporaneamente al lancio della versione wagon viene introdotto anche il radar per la visione notturna.
Nel 2018 viene sottoposta ai crash test Euro NCAP ottenendo il punteggio di 5 stelle.
Gli allestimenti disponibili al lancio sono 5 ovvero: Active, Business, Allure, GT-Line e GT.

## Evoluzione

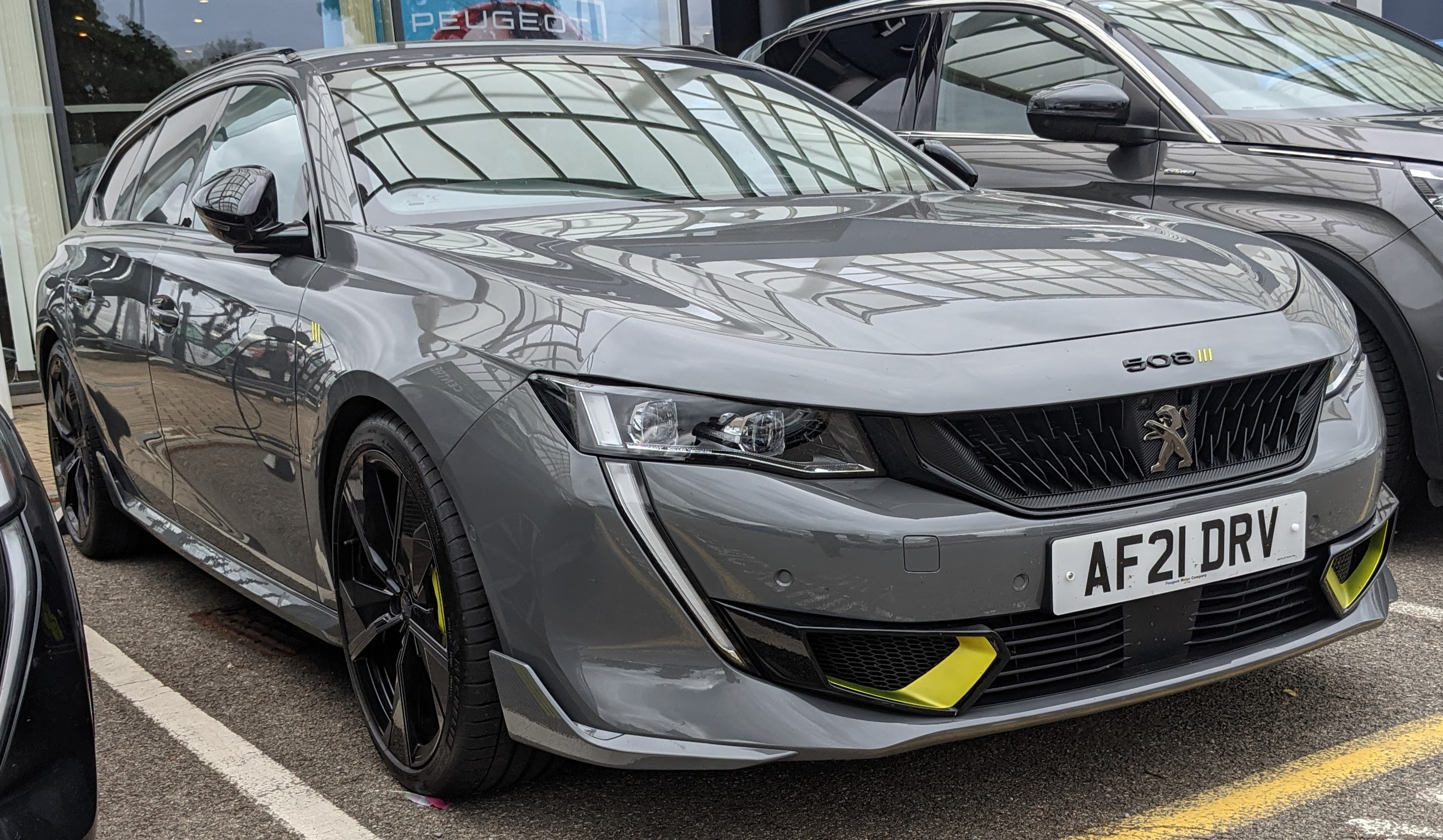
508 SW PSE PHEV

### Versione Hybrid PHEV
Nel fine 2018 vengono presentate le versioni Hybrid di tipo plug-in ricaricabile che possiedono un motore benzina 1.6 PureTech Turbo (EP6FADTXd) a iniezione diretta erogante 180 cavalli abbinato a un motore elettrico da 110 cavalli posizionato sull'asse anteriore. La trazione è anteriore. La batteria agli ioni di litio è installata sotto i sedili passeggeri sull'asse posteriore e possiede una capacità pari a 11,8 kWh. La potenza massima erogata nel ciclo combinato (benzina più elettrico) è pari a 225 cavalli. Il cambio è un automatico Aisin a 8 rapporti con frizione multidisco a bagno d'olio. Nella modalità totalmente elettrica la 508 può percorrere 40 km fino alla velocità massima di 135 km/h. La ricarica parziale avviene tramite la frenata del sistema i-Booster con una pompa elettrica che immagazzina energia, mentre la ricarica totale della batteria avviene tramite wallbox da 6,6 kW in 2 ore o in 8 ore tramite presa standard da 3,3 kW. Le emissioni omologate secondo il ciclo WLTP sono pari a 49 grammi di anidride carbonica emesse per km con consumo di 2,2 l/100 km.
Nel 2021 viene presentata la versione Peugeot 508 Sport Engineered da 360 CV complessivi e 520 Nm di coppia che consentono uno 0 a 100 km/h in 5,2 secondi e velocità massima autolimitata di 250 km/h.

### Dongfeng-Peugeot 508L

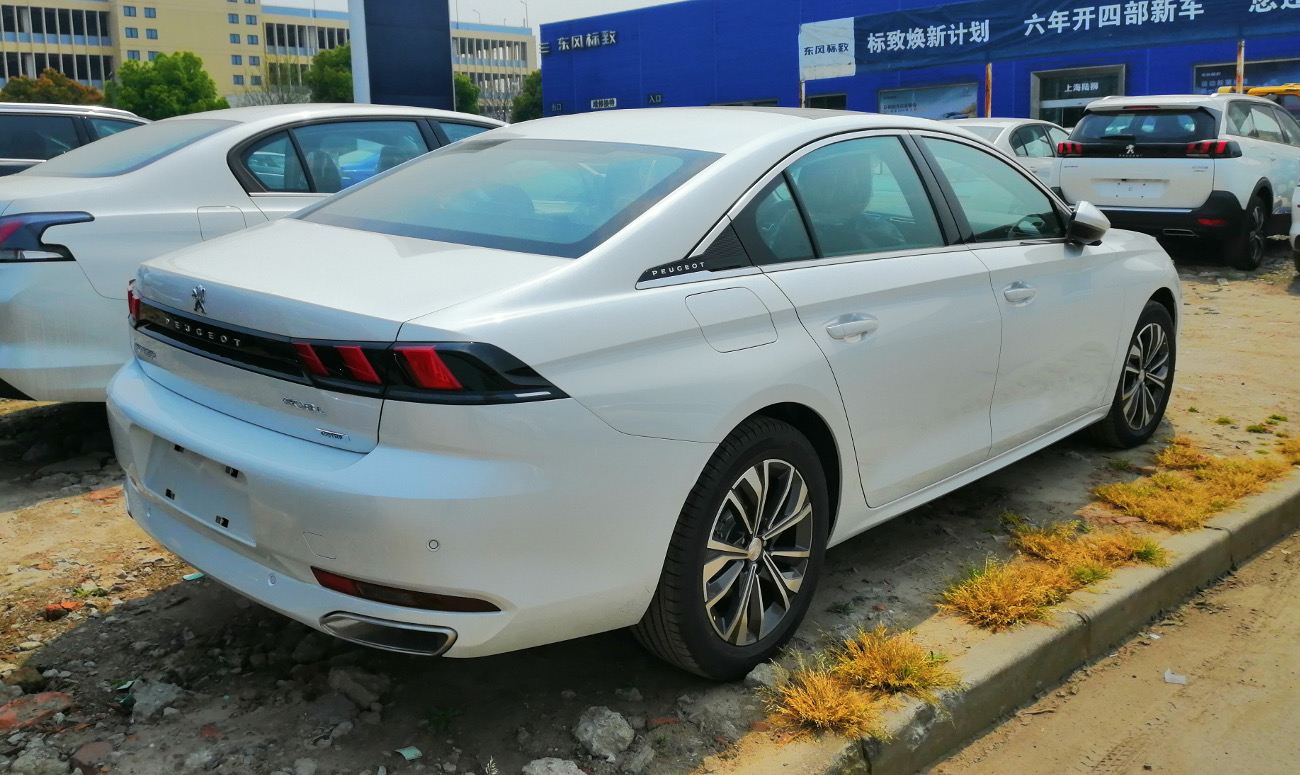
Retro della 508L cinese

La 508L (nome in codice R83C) è la versione specifica prodotta per il mercato cinese nello stabilimento di Wuhan della joint venture Dongfeng-PSA. Rispetto al modello europeo, la 508L possiede il passo allungato di 55 millimetri fino a 2,848 metri e la carrozzeria a quattro porte con il classico baule posteriore privo di portellone. Lunga complessivamente 4,856 metri possiede anche un design specifico delle portiere e del montante posteriore per facilitare l'ingresso ai sedili posteriori. L'interno è uguale al modello europeo con la differenza del nuovo sistema di connettività IoT OceanConnect sviluppato con Huawei. Il debutto è avvenuto nel novembre 2018 al salone di Guagnzhou. La gamma motori è composta dal quattro cilindri benzina 1.6 Turbo 360 THP PureTech erogante 167 cavalli abbinato al cambio automatico Aisin a 6 rapporti e il 1.8 Turbo siglato 400 THP PureTech erogante 211 cavalli e abbinato al cambio automatico Aisin a 8 rapporti. Nell'aprile 2019 viene presentata la 508L PHEV uguale nella meccanica alla 508 Hybrid europea con motore benzina 1.6 turbo THP da 180 cavalli e uno elettrico da 80 kW abbinati a una batteria da 11.8 kWh e al cambio Aisin automatico a 8 rapporti. La potenza complessiva è pari a 222 cavalli e in modalità elettrica l'autonomia dichiarata è pari a 40 km.

### Restyling 2023

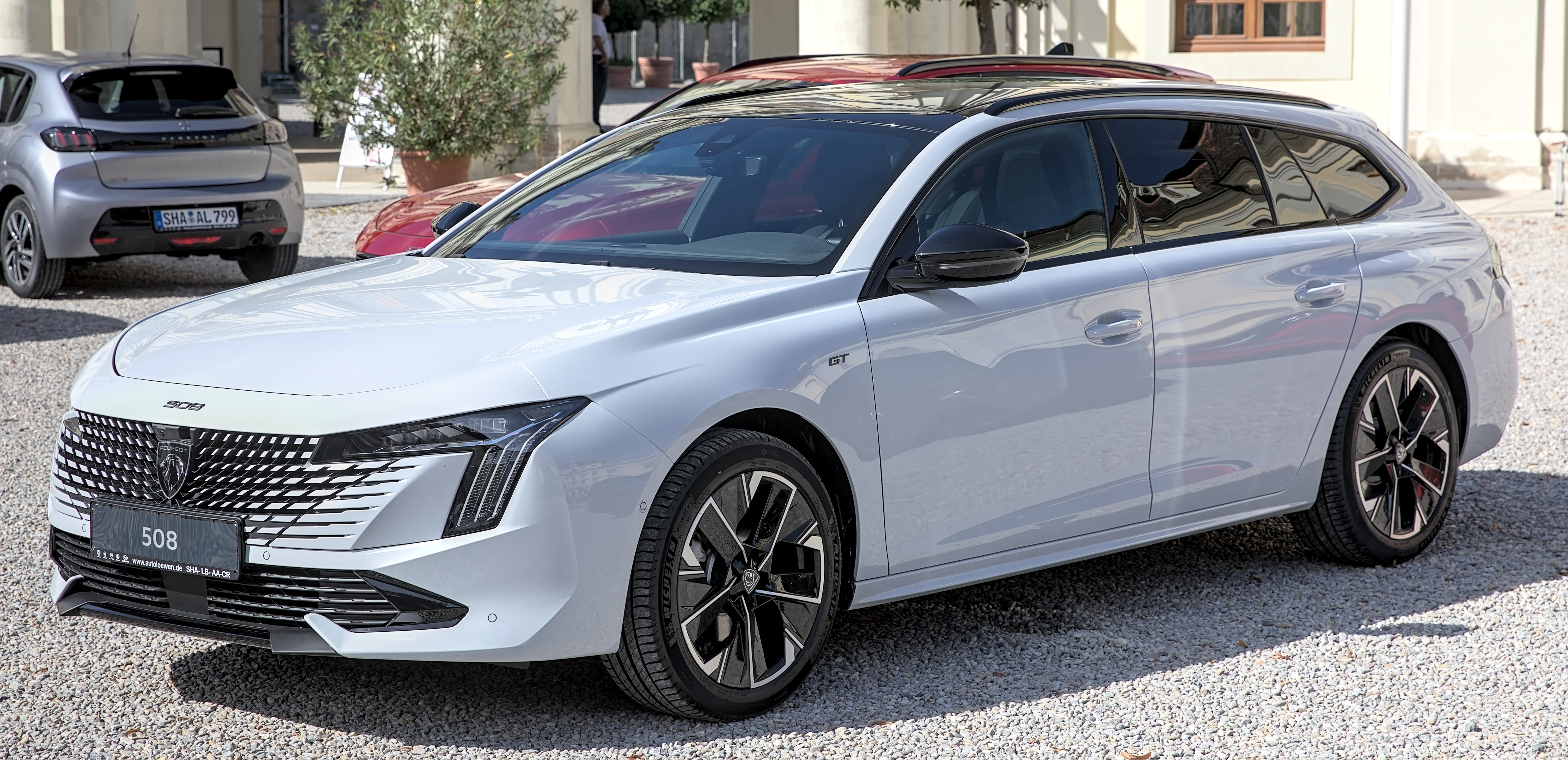
Restyling 2023

Nell'aprile 2023 viene sottoposta a un restyling. La parte, in cui si è concentrato il team guidato da Matthias Hossann, è l'estetica portando il nuovo linguaggio stilistico della casa francese. Il frontale cambia quasi totalmente, troviamo i nuovi gruppi ottici più piccoli rispetto ai precedenti sia in lunghezza che in altezza con anche i luci diurne rivisti nelle dimensioni (meno lunghi), più sottili e in numero maggiore ovvero 3. Anche la calandra cambia, divenendo a tutta larghezza (di colore nero per le versioni PSE). La parte bassa viene rinnovata divenendo più sportiva nel disegno. Come per gli altri modelli, anche qui la fiancata non cambia se non per i cerchi di nuovo disegno. Il posteriore riceve dei nuovi fari posteriori Full-LED, dotati di tre elementi luminosi inclinati di 45° simili a quelli presenti sulla berlina 308. Gli interni non ricevono grandi rivisitazioni ma solamente delle correzioni dei difetti, inserendo le nuove grafiche per la strumentazione e il nuovo selettore del cambio automatico EAT8. Meccanicamente la macchina rimane fedele a se stessa da evidenziare la presenza della versione base per le Plug-in Hybrid ovvero la Hybrid 180 formata dal 1.6 PureTech Turbo nella configurazione base da 150 cavalli più il motore elettrico da 110 cavalli.
A causa della crisi dei chip (portando dei ritardi nelle consegne) e alla necessità di diminuire gli allestimenti la casa decida di ridurre da 5 a 3 gli allestimenti ovvero Allure, GT e PSE.

## Riepilogo caratteristiche
| Modello                                               | Motore                                                  | Cilindrata cm³     | Potenza CV(kW)/rpm           | Coppia Nm/rpm      | Trasmissione                                                  | Peso               | Accelerazione 0-100 s | Velocità massima km/h | Consumi l/100 km   | Emissioni g/km     | Produzione         |
| Versioni a Benzina                                    | Versioni a Benzina                                      | Versioni a Benzina | Versioni a Benzina           | Versioni a Benzina | Versioni a Benzina                                            | Versioni a Benzina | Versioni a Benzina    | Versioni a Benzina    | Versioni a Benzina | Versioni a Benzina | Versioni a Benzina |
| ----------------------------------------------------- | ------------------------------------------------------- | ------------------ | ---------------------------- | ------------------ | ------------------------------------------------------------- | ------------------ | --------------------- | --------------------- | ------------------ | ------------------ | ------------------ |
| 1.2 PureTech Turbo 130 EAT8 S&S                       | 3 cilindri in linea 12 Valvole Benzina Turbo            | 1.199              | 130 (96)/5500                | 230/1750           | Automatico a 8 rapporti EAT8                                  | 1426               | 10                    | 210                   | 6,3                | 141                | Dal 2020           |
| 1.2 PureTech Turbo 130 EAT8 S&S S.W.                  | 3 cilindri in linea 12 Valvole Benzina Turbo            | 1.199              | 130 (96)/5500                | 230/1750           | Automatico a 8 rapporti EAT8                                  | 1455               | 10,1                  | 206                   | 6,5                | 147                | Dal 2020           |
| 1.6 PureTech Turbo 180 EAT8 S&S                       | 4 cilindri in linea 16 Valvole Benzina Turbo            | 1.598              | 180 (133)/5500               | 250/1750           | Automatico a 8 rapporti EAT8                                  | 1540               | 7,9                   | 225                   | 5,1                | 116                | 2018-2023          |
| 1.6 PureTech Turbo 180 EAT8 S&S S.W.                  | 4 cilindri in linea 16 Valvole Benzina Turbo            | 1.598              | 180 (133)/5500               | 250/1750           | Automatico a 8 rapporti EAT8                                  | 1614               | 8,7                   | 226                   | 5,4                | 125                | 2018-2023          |
| 1.6 PureTech Turbo 225 EAT8 S&S                       | 4 cilindri in linea 16 Valvole Benzina Turbo            | 1.598              | 225 (165)/5500               | 300/1750           | Automatico a 8 rapporti EAT8                                  | 1655               | 7,3                   | 250                   | 5,7                | 130                | 2018-2021          |
| 1.6 PureTech Turbo 225 EAT8 S&S S.W.                  | 4 cilindri in linea 16 Valvole Benzina Turbo            | 1.598              | 225 (165)/5500               | 300/1750           | Automatico a 8 rapporti EAT8                                  | 1656               | 8,0                   | 246                   | 5,7                | 130                | 2018-2021          |
| 1.6 PureTech Turbo 180 EAT8 S&S Plug-in Hybrid        | 4 cilindri in linea 16 Valvole Benzina Turbo            | 1.598              | 180 [150+110] (132)/6000     | 360/3000           | Automatico a 8 rapporti con motore elettrico inglobato e-EAT8 | 1811               | 8,2                   | 230                   | 1,1                | 26                 | Dal 2023           |
| 1.6 PureTech Turbo 225 EAT8 S&S Plug-in Hybrid        | 4 cilindri in linea 16 Valvole Benzina Turbo            | 1.598              | 225 [180+110] (165)/6000     | 360/3000           | Automatico a 8 rapporti con motore elettrico inglobato e-EAT8 | 1885               | 8,1                   | 240                   | 1,7                | 38                 | Dal 2020           |
| 1.6 PureTech Turbo 225 EAT8 S&S Plug-in Hybrid S.W.   | 4 cilindri in linea 16 Valvole Benzina Turbo            | 1.598              | 225 [180+110] (165)/6000     | 360/3000           | Automatico a 8 rapporti con motore elettrico inglobato e-EAT8 | 1937               | 8,3                   | 240                   | 1,3                | 39                 | Dal 2020           |
| 1.6 PureTech Turbo 360 EAT8 S&S Plug-in Hybrid PSE    | 4 cilindri in linea 16 Valvole Benzina Turbo            | 1.598              | 360 [180+110+113] (265)/6000 | 520/3000           | Automatico a 8 rapporti con motore elettrico inglobato e-EAT8 | 2006               | 5,2                   | 250 (limitata)        | 1,8                | 40                 | Dal 2022           |
| 1.6 PureTech Turbo 360 EAT8 S&S Plug-in Hybrid SW PSE | 4 cilindri in linea 16 Valvole Benzina Turbo            | 1.598              | 360 [180+110+113] (265)/6000 | 520/3000           | Automatico a 8 rapporti con motore elettrico inglobato e-EAT8 | 2071               | 5,2                   | 250 (limitata)        | 1,8                | 40                 | Dal 2022           |
| Versioni Diesel                                       |                                                         |                    |                              |                    |                                                               |                    |                       |                       |                    |                    |                    |
| 1.5 BlueHDi 130 MT6 S&S                               | 4 cilindri in linea 16 Valvole Diesel Turbo Intercooler | 1.499              | 130 (96)/3750                | 300/1750           | Manuale a 6 marce                                             | 1495               | 9,7                   | 208                   | 3,6                | 94                 | 2018-2022          |
| 1.5 BlueHDi 130 MT& S&S S.W.                          | 4 cilindri in linea 16 Valvole Diesel Turbo Intercooler | 1.499              | 130 (96)/3750                | 300/1750           | Manuale a 6 marce                                             | 1590               | 9,9                   | 208                   | 5,5                | 102                | 2018-2022          |
| 1.5 BlueHDi 130 EAT8 S&S                              | 4 cilindri in linea 16 Valvole Diesel Turbo Intercooler | 1.499              | 130 (96)/3750                | 300/1750           | Automatico a 8 rapporti EAT8                                  | 1495               | 10                    | 208                   | 4,2                | 110                | Dal 2018           |
| 1.5 BlueHDi 130 EAT8 S&S SW                           | 4 cilindri in linea 16 Valvole Diesel Turbo Intercooler | 1.499              | 130 (96)/3750                | 300/1750           | Automatico a 8 rapporti EAT8                                  | 1602               | 11,4                  | 206                   | 5,2                | 145                | Dal 2018           |
| 2.0 BlueHDi 160 EAT8 S&S                              | 4 cilindri in linea 16 Valvole Diesel Turbo Intercooler | 1.997              | 160 (120)/3750               | 400/2000           | Automatico a 8 rapporti EAT8                                  | 1605               | 8,4                   | 230                   | 4,2                | 80                 | 2018-2020          |
| 2.0 BlueHDi 160 EAT8 S&S S.W.                         | 4 cilindri in linea 16 Valvole Diesel Turbo Intercooler | 1.997              | 160 (120)/3750               | 400/2000           | Automatico a 8 rapporti EAT8                                  | 1694               | 8,5                   | 225                   | 5,5                | 118                | 2018-2020          |
| 2.0 BlueHDi 180 EAT8 S&S                              | 4 cilindri in linea 16 Valvole Diesel Turbo Intercooler | 1.997              | 180 (130)/3750               | 400/2000           | Automatico a 8 rapporti EAT8                                  | 1610               | 8,3                   | 235                   | 5,6                | 124                | 2018-2020          |
| 2.0 BlueHDi 180 EAT8 S&S S.W.                         | 4 cilindri in linea 16 Valvole Diesel Turbo Intercooler | 1.997              | 180 (130)/3750               | 400/2000           | Automatico a 8 rapporti EAT8                                  | 1700               | 8,4                   | 232                   | 5,6                | 124                | 2018-2020          |